# Akabai-öböl
Az Akabai-öböl (Aqabai-öböl, arabul خليج العقبة / Halídzs el-Akaba), Izraelben ismert nevén Eilati-öböl (héberül מפרץ אילת / Mifrác Eilat) a Vörös-tenger az Arab-félsziget (Szaúd-Arábia) és a Sínai-félsziget (Egyiptom) között. Északi végében Izraelnek és Jordániának is van egy-egy rövid partszakasza. A Vörös-tengertől a 13 kilométer széles Tiráni-szoros (Tiran-szoros) választja el.

## Természeti viszonyai
Hosszú, keskeny öböl: hossza 175 kilométer, átlagos szélessége 25 kilométer, legnagyobb mélysége 1828 m. Más források (BritH) szerint hossza 160 km, szélessége 19–27 km. Egyetlen védett, természetes kikötője az egyiptomi Dahab.
Egy nagy, máig aktív transzform vető mellett alakult ki; keleti fele észak, nyugati fele pedig dél felé mozog. A vető helyét jelző Szír-Jordán-árok a Kelet-afrikai árokrendszer legészakibb nyúlványa. Benne találjuk észak felé a Holt-tengert, majd a Jordán völgyét a Kineret-tórel (Genezáreti-tóval) és a Hula-tóval. Az öböl két partján 600 m-ig emelkedő hegyek sorakoznak.
Szűk bejárata, szigetei és korallzátonyai, valamint a hirtelen támadó viharok miatt nehezen hajózható.

## Fontosabb partmenti települések
A partján fekvő legjelentősebb települések, kikötővárosok:
- északon:
  - Taba (Egyiptom),
  - Eilat (Izrael egyetlen, a Vörös-tenger és az Indiai-óceán felé nyíló kikötője) és
  - Akaba (Jordánia egyetlen, tengeri kikötője),
- délebbre:
  - Hakl (Szaúd-Arábia),
  - Dahab (Egyiptom),
  - Sarm es-Sejk (Egyiptom).